# Elio Capradossi
Elio Capradossi (* 11. März 1996 in Kampala) ist ein ugandisch-italienischer Fußballspieler. Der Abwehrspieler steht bei der AS Rom unter Vertrag und ist an Spezia Calcio verliehen.

## Karriere

### Verein
Capradossi wurde in Ugandas Hauptstadt Kampala geboren, kam im Alter von zwei Jahren mit seiner Familie jedoch nach Italien. Er wurde in die Jugendabteilung der AS Rom aufgenommen und durchlief diese bis 2015.
Im August 2015 stand Capradossi erstmals im Kader der Roma, kam jedoch über die Saison 2015/16 zu keinem Einsatz. Im August 2016 wurde er an den Zweitligisten FC Bari 1908 verliehen. Für diesen debütierte er am 24. September beim 0:4 gegen Benevento Calcio. Im Laufe der Saison 2016/17 folgten 22 weitere Einsätze für Bari. Nach seiner Rückkehr zu den Giallorossi wurde er erneut an den FC  Bari 1908 verliehen und absolvierte in der Saison 2017/18 bis einschließlich Januar 2018 elf Partien für Bari. Kurz vor Ende des Transferfensters beendete Rom die Leihe Capradossis.

### Nationalmannschaft
Capradossi durchlief von 2011 bis 2017 die U16-, U17-, U18-, U19- und U20-Nationalmannschaft Italiens. In insgesamt 50 Partien gelangen ihm vier Treffer. Zwei der Tore erzielte er bei der U17-Europameisterschaft 2013, wodurch er gemeinsam mit Landsmann Mario Pugliese, dem Schweizer Robin Kamber sowie  dem Slowaken Martin Slaninka Torschützenkönig wurde. Das Turnier beendete Italien als Vize-Europameister.
Seit 2017 ist er für die U21-Auswahl aktiv.

## Erfolge
- U17-Vize-Europameister: 2013
- Torschützenkönig der U17-Europameisterschaft: 2013